# Mirjaqip Dulatuli
Mirjaqip Dulatuli (idioma kazajo: Міржақып Дулатұлы, (1885-1935) fue un poeta kazajo, escritor y uno de los líderes de gobierno kazajo nacionalista Alash Orda. También es conocido por haber utilizado los seudónimos Madiyar y Arghyn. Una transliteración Inglés común de su nombre (a través del ruso) es Mir Yakub Dulatov.

## Primeros años
Dulatuli nació el 25 de noviembre de 1885 en un pueblo de Sarikopa, Provincia de Kostanay. Era jüz, de la tribu Argin. Perdió a su madre, Demesh, a la edad de dos años y su padre, Dulat, a la edad de 12. Recibió educación temprana en la escuela del pueblo tradicional. En 1897, Dulatuli se matriculó en una escuela secundaria de Kazajistán y Rusia y se graduó en 1902 como maestro del pueblo. En 1904, se unió a Akhmet Baytursinuli y Alikhan Bokeikhanov en Karkaraly. Bajo la influencia de estos dos líderes del emergente kazajo reformista movimiento nacionalista, desarrolló un anticolonial, cosmovisión antirrusa.
Se trasladó a San Petersburgo en 1907 como delegado del Partido kazajo Democrático Constitucional. En San Petersburgo, publicó su primer poema en la revista de Kazajistán "Serke", que corrió una sola cuestión. El poema se titula Jastarga ("a la juventud").
Contribuyó otro artículo, Bizdin Maksatimiz ("Nuestro Objetivo"), a la segunda edición de la revista, que nunca fue publicado.

## Actividades políticas
La formación política de Mirjaqip se maduró enormemente cuando publicó su primer libro de poesía, Oyan! Qazaq, "Despierta! Kazajo" en 1909. El libro fue confiscado inmediatamente. Republicó Oyan! Qazaq en 1911 y regresó a la óblast de Turgay después de la publicación del libro.
Mientras tanto, Dulatuli publicó su primera novela Baqitsiz Jamal, "Jamal el Desafortunado" en 1910. Baqitsiz Jamal ha sido la primera novela de la literatura contemporánea de Kazajistán. El libro narra la historia de las mujeres oprimidas de Kazajistán.
Así, a principios de los años 1910, Dulatuli emerge como un líder del  reformismo kazajo y el movimiento nacionalista. Sus publicaciones le pone bajo vigilancia de los rusos, investigaciones e intimidaciones. Bajo la vigilancia del zarista de Rusia, Dulatuli no podía tener un trabajo estable o establecerse en una ciudad por un largo tiempo. Fue arrestado en Semey en 1911 y estuvo un año y medio en prisión.
Después de su liberación, Dulatuli contribuyó con regularidad para revistas en idioma kazajo Ayqap y Qazaq hasta 1918 cuando Qazaq fue cerrado por el gobierno de Kerensky. En sus ensayos y poemas Dulatuli criticó las condiciones socioeconómicas, políticas de kazajos bajo la administración imperial. También publicó otra poesía, Azamat, "Ciudadano" en 1913.
Dulatuli fue uno de los líderes del Gobierno Alash Orda que se formó para promover la Autonomía de Alash bajo el gobierno menchevique. Los líderes Alash, incluyendo a Baytursunov y a Dulatuli, alineados con los blancos, declararon la independencia de Kazajistán y lucharon contra los bolcheviques entre diciembre de 1917 y mayo de 1919. Cuando el líder de los blancos, el almirante Aleksandr Kolchak, rechazó las peticiones de ayuda de los líderes Alash, los nacionalistas kazajos se alinearon con los bolcheviques esperando autonomía bajo el gobierno bolchevique. En 1920, se estableció la república socialista autónoma y los líderes Alash participaron en el gobierno local.
Dulatuli trabajó como editor y maestro bajo el gobierno bolchevique. En 1928, fue arrestado por cargos de nacionalismo y murió en el campo de trabajos de Solovkí en 1935.

## Legado
Dulatuli fue rehabilitado post-póstumamente en 1988. Está considerado como uno de los pioneros de la literatura moderna de Kazajistán, y un líder del nacionalismo kazajo.
La primera novela de la literatura kazaja es "Miserable Jamal" ("Бақытсыз Жамал"). El autor describe a Jamal, una niña de Kazajistán, que se convierte en una víctima de las tradiciones y costumbres feudales patriarcal-y la exposición de la lucha entre las tradiciones antiguas y nuevas generaciones sobre esta base. La novela se celebra durante la representación clara de un sentimiento de igualdad, entre el aumento de los jóvenes de la época.

## Trabajos
- Oyan! Qazaq, Almati: Altyn Orda (1991)

Sample:
Köziñdi aş, oyan, qazaq, köter bastı,
Ötkizbeý qarañğıda beker jastı.
Jer ketti, din naşarlap, xal haram bop,
Qazağım, endi jatw jaramas-tı.
- Shigharmalari, Mirjaqip Dulatuli; Z A Akhmetov; Almati: Jazushi Baspasi, 1991
- Baqitsiz Jamal, 1910
- Azamat, 1913
- Terme, 1915
- Esep Kurali, 1922
- Kiyragat Kitabi, 1924